# ニューハンプシャー州の標章

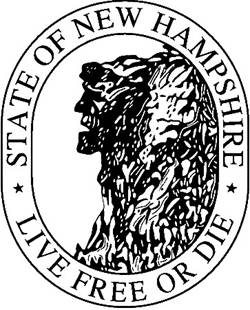
ニューハンプシャー州の標章

ニューハンプシャー州の標章は、縦長の長円形であり、同州を代表する風景の一つであったオールド・マン・オブ・ザ・マウンテン（山の老人）が描かれている。周囲には、上部に州の名称、下部には 州の標語である、"Live Free or Die"が記されている。この標章は1945年に ニューハンプシャー州議会により公式に宣言されている。1957年に、標章法 RSA 3:1が修正され、州名と標語の場所が入れ替えられた。標章法は、「この標章は、州及び州の観光開発資源，工業資源，農業資源の開発に関係する下部組織が発行する出版物などに用いてよい」としている。

## 参照
- New Hampshire Revised Statutes Annotated 3:1 State Emblem
- New Hampshire Almanac - State Emblem